# Widoma (Wyżyna Olkuska)
Góra Widoma znana też jako Lubartowska Góra – wzgórze na Wyżynie Olkuskiej na północny wschód od centrum miejscowości Dubie (w jej granicach administracyjnych) w Lesie Pisarskim na terenie rezerwatu przyrody Dolina Racławki. Mapa Geoportalu podaje wysokość 435 wzniesienia północnego i 412 m wzniesienia południowego (przy nim jest podpis wzniesienia). Stoki północno-wschodnie przechodzą w pola uprawne wsi Szkalry, południowo-wschodnie opadają do Doliny Szklarki, północno-zachodnie i północne  do Wąwozu Żarskiego. W zboczach Wąwozu Żarskiego znajdują się Jaskinia Żarska, Jaskinia bez Nazwy, Jaskinia Żarska Górna oraz kilka schronisk: Schronisko Żarskie Pierwsze, Schronisko Żarskie Drugie, Schronisko Żarskie Trzecie, Schronisko Żarskie Czwarte i Schronisko Żarskie Małe. Stoki południowo-zachodnie opadają do Doliny Racławki. Południowo-zachodnim przedłużeniem grzbietu Widomej są Skałki, które odcięte zostały od Widomej przez dawne koryto Racławki (obecnie jest to starorzecze, Racławka płynie po drugiej stronie Skałek), mapa gminy Zabierzów 449 m. W Skałkach znajdują się w pionowe ściany skalne zwane Skałami nad Boiskiem (Jupiter, Murawa, Piłka, Trybuna, Bramka i Słupek). Staraniem fundacji Wspinka skały te udostępnione zostały do wspinaczki skalnej.
Na północno-wschodnich stokach wzgórza, 5 kwietnia 1863 stoczona została potyczka z Rosjanami przez oddział 230 ochotników dowodzonych przez płk. Józefa Kruszewskiego przekraczających tu kordon austriacko-rosyjski, zakończona rozproszeniem prawie 500–osobowego oddziału. Straty wśród powstańców to 5 zabitych i 19 rannych, zginęło również 40 Rosjan.
Na wzgórzu mieści się mogiła partyzantów AL i sowieckich poległych w tutejszych lasach 23–24 sierpnia 1944 w boju z Niemcami. Wydarzenie upamiętnia pamiątkowy głaz znajdujący się nad potokiem. Przy południowym stoku wzgórza w Dolinie Szklarki znajduje się założona w połowie XIX w. u pstrągarnia Rózin z zabudowaniami w stylu szwajcarskim z drugiej połowy XIX w. oraz pomnik przyrody – skałka dolnokarbońskiego wapienia przecięta żyłą porfiru.
Na północno-wschodnich zboczach wzgórza przebiegała tzw. granica dwóch cesarzy. Od 1815 do 1846 roku przebiegała  tędy granica formalnie niepodległego Wolnego Miasta Krakowa tzw. Rzeczypospolitej Krakowskiej, a od 1846 tzw. granica dwóch cesarzy – austriackiego (po 1867 austro-węgierskiego), jako Wielkie Księstwo Krakowskie w ramach monarchii austriackiej a później austro-węgierskiej) i rosyjskiego. Przez cały okres międzywojenny była ona również granicą województwa krakowskiego i kieleckiego, jeszcze do dzisiaj tędy przebiega podział obszarów diecezji krakowskiej i kieleckiej, do 1975 powiatu chrzanowskiego i olkuskiego, a obecnie gminy Krzeszowice i gminy Jerzmanowice-Przeginia.